# Odilla Mestriner
Odilla Mestriner nasceu na cidade de Ribeirão Preto no interior de São Paulo, em 18 de agosto de 1928. Sua vida nesta região se deu graças aos seus avôs italianos que vieram para cidade como imigrantes para as lavouras de café em busca de trabalho e melhor oportunidade de vida. Com isto, sua formação escolar e todo o seu conhecimento foram contemplados nesta cidade.
Ainda pequena, a Odilla teve uma grave doença infecto-contagiosa que lhe deixou com sequelas nos pés e mãos, mas que foram superadas com o prazer da artel, inicialmente como terapia ocupacional. Arte que foi introduzida a ela desde pequena por influência de seu avô artesão Thomaz Fior de Lis.
Em 2008, a artista plástica Odilla Mestriner já começava a se preocupar com a preservação, organização e memória de sua obra, foi então que através de sua amiga Profª Drª Anette Hoffmann, coordenadora do Museu da Medicina ligado a Faculdade de Medicina de Ribeirão Preto, descobriu a existência do curso de Ciências da Informação e da Documentação (CID) da Faculdade de Filosofia, Ciências e Letras de Ribeirão Preto (FFCLRP) da Universidade de São Paulo (USP), e decidiu fazer da sua obra, uma memória viva.
O Instituto começou após o falecimento da artista plástica de Ribeirão Preto, deixou como legado um acervo significativo de obras; obras estas que há muito tempo vinha demonstrando, queria preservar. Foi então que a família decidiu que esse desejo deveria ser atendido através da criação de um instituto com o intuito de preservar, manter e divulgar a coleção da artista, decidindo também que a mesma tivesse uma finalidade cultural e pedagógica, além de promover e apoiar as atividades artísticas e educacionais: o instituto Odilla Mestriner.

## Principais acervos com obras da artista
- MAM, São Paulo
- MAC, São Paulo
- Pinacoteca do Estado de São Paulo
- Museu Nacional de Belas Artes, Rio de Janeiro
- MARP, Ribeirão Preto
- Museu de Arte de Brasília
- Fundação Armando Alvares Penteado (FAAP), São Paulo
- UNICAMP, Campinas
- Fundação Cultural de Curitiba
- FIEO - Fundação Instituto de Ensino para Osasco